# 레옹틴 리프만
레옹틴 리프만(Léontine Lippmann)은 1844년 6월 14일 태어나 1910년 1월 12일 파리에서 사망한 프랑스의 사교계 여성으로, 아르망 드 카이야베 부인(madame Arman de Caillavet)으로 불렸다.
레옹틴 리프만은 아나톨 프랑스의 정부이자 에게리아였다. 제3공화국 시기 그녀의 파리 문예 살롱은 매우 유명했다. 그녀는 마르셀 프루스트의 <잃어버린 시간을 찾아서>의 등장인물, 베르뒤랭 부인의 모델 중 하나요, 1889년 자신의 살롱에 그를 소개하기도 했다. 그녀는 또한 뮈니에 신부와 절친한 사이이기도 하였다.

## 생애
오스트리아 출신의 유대인 은행가 가문 출신으로, 오귀스트 리프만(1809-1891)과 프레데리케 쾨니히스바터의 딸로 태어난 레옹틴 리프만은 1868년 튀일리궁 예배당에서 나폴레옹 3세와 황후가 참석한 와중 알베르 아르망 드 카이야베(어머니의 혼전성이 카이야베였다)와 결혼하였다. 알베르 아르망 드 카이야베의 아버지, 뤼시앵 아르망은 보르도의 선주이자 리부른 상원의원으로, 황제 부부와 친밀한 사이였다. 레옹틴 리프만의 남동생, 모리스 리프만은 1880년 알렉상드르 뒤마 피스의 딸, 콜레트 뒤마와 결혼하였다.